# Theodorias
Theodorias (griechisch Θεοδωριάς Theodōriás) war eine Provinz des Byzantinischen Reiches, die zu einem unbekannten Zeitpunkt wohl zwischen 527 und 535 n. Chr. von Kaiser Justinian I. gegründet und zu Ehren seiner Frau, der Kaiserin Theodora I., benannt wurde. Sie umfasste ein kleines Küstengebiet aus Teilen der früheren Provinzen Syria Prima und Syria Secunda. Die neue Provinz blieb Teil der Diözese des Ostens. Ihre Hauptstadt war Laodicea ad Mare.
Aus der Zeit nach Mitte des 6. Jahrhunderts liegen keine Quellen mehr vor, die das Fortbestehen der Provinz bestätigen würden. Spätestens in den Jahren ab 638 ging das Gebiet jedoch durch die Islamische Expansion an die Araber verloren und die Provinz Theodorias hörte auf zu bestehen.